# تاکانوری مانو
تاکانوری مانو (انگلیسی: Takanori Maeno؛ زادهٔ ۱۴ آوریل ۱۹۸۸) بازیکن فوتبال اهل ژاپن است.
از باشگاه‌هایی که در آن بازی کرده‌است می‌توان به باشگاه فوتبال آلبیرکس نیگاتا و باشگاه فوتبال کاشیما آنتلرز اشاره کرد.